# Ennio De Concini
Ennio De Concini (né le 9 décembre 1923 à Rome, et mort dans cette ville le 17 novembre 2008) est un scénariste, réalisateur et producteur italien.
En 1963, il a remporté l'Oscar du meilleur scénario original pour célèbre film Divorce à l'italienne, réalisé par Pietro Germi en 1961.

## Biographie
Ennio De Concini commence sa carrière cinématographique comme assistant de Vittorio De Sica et, dès 1947, écrit ses premiers scénarios. Il a plus de 170 scénarios de films à son actif, couvrant la plupart des principaux genres du cinéma italien : du film péplum, dans lequel il excelle, au film sentimental. Il a aussi participé à la production de films américains et français (notamment Le Dernier Amant romantique, réalisé par Just Jaeckin, et La Bataille de San Sebastian, réalisé par Henri Verneuil).

## Filmographie

### Comme scénariste
- 1951 : Trahison (Il tradimento)
- 1951 : La Vengeance de l'Aigle noir (La vendetta di Aquila Nera)
- 1952 : Le Passé d'une mère (Vedi Napoli e poi muori) de Riccardo Freda
- 1952 : Sensualité (Sensualità) de Clemente Fracassi
- 1953 : Panique à Gibraltar (I sette dell'Orsa maggiore) de Duilio Coletti
- 1954 : Mambo (Mambo)
- 1954 : Ulysse (Ulisse)
- 1954 : Sémiramis, esclave et reine  (La cortigiana di Babilonia)
- 1955 : Par-dessus les moulins (La bella mugnaia) de Mario Camerini
- 1956 : Guerre et Paix (War and Peace)
- 1957 : Le Médecin et le Sorcier (Il medico e lo stregone) de Mario Monicelli
- 1957 : Le Cri (Il grido)
- 1957 : La Blonde enjôleuse (La ragazza del palio) de Luigi Zampa
- 1958 : Les Travaux d'Hercule (Le fatiche die Ercole)
- 1958 : Hercule et la reine de Lydie (Ercole e la regina di Lidia)
- 1959 : Les Derniers Jours de Pompéi (Gli ultimi giorni di Pompei)
- 1959 : La Bataille de Marathon (La battaglia di Maratona)
- 1959 : Esterina de Carlo Lizzani
- 1959 : Meurtre à l'italienne (Un maledetto imbroglio), de Pietro Germi
- 1960 : Constantin le Grand (Costantino il Grande)
- 1960 : Le Vainqueur de l'espace (Space Men) d'Antonio Margheriti
- 1960 : Messaline (Messalina venere imperiale)
- 1960 : La Charge de Syracuse (L'assedio di Siracusa) de Pietro Francisci
- 1960 : Le Masque du démon (La maschera del demonio)
- 1961 : Le Colosse de Rhodes (Il colosso di Rodi)
- 1961 : Les Horaces et les Curiaces (Orazi e curiazi)
- 1961 : La Planète des hommes perdus (Il pianeta degli uomini spenti) d'Antonio Margheriti
- 1961 : Les Titans (Arrivano i titani) de Duccio Tessari
- 1961 : Divorce à l'italienne (Divorzio all'Italiana) de Pietro Germi
- 1961 : Madame Sans-Gêne de Christian-Jaque
- 1961 : L'Odyssée nue (Odissea nuda) de Franco Rossi
- 1962 : Les Don Juan de la Côte d'Azur (I Don Giovanni della Costa Azzurra) de Vittorio Sala
- 1962 : La Sage-femme, le Curé et le Bon Dieu (Jessica) d'Oreste Palella (it) et Jean Negulesco
- 1962 : La Fille qui en savait trop (La ragazza che sapeva troppo) de Mario Bava
- 1963 : L'Appartement du dernier étage (L'attico) de Gianni Puccini
- 1966 : Opération San Gennaro (Operazione San Gennaro) de Dino Risi
- 1968 : Le Bâtard (I bastardi) de Duccio Tessari
- 1968 : La Bataille de San Sebastian, d'Henri Verneuil
- 1968 : Une veuve dans le vent (Meglio vedova) de Duccio Tessari
- 1968 : La pecora nera de Luciano Salce
- 1969 : La Tente rouge, ou Le Jugement des morts (Krasnaya palatka)
- 1969 : Tue-moi vite, j'ai froid (Fai in fretta ad uccidermi... ho freddo!) de Francesco Maselli
- 1972 : Barbe-Bleue (Bluebeard)
- 1975 : Les Quatre de l'apocalypse (I quattro dell'apocalisse)
- 1976 : Salon Kitty (Salon Kitty (film)|Salon Kitty)
- 1978 : Le Dernier Amant romantique, film français réalisé par Just Jaeckin
- 1978 : China 9, Liberty 37 (Amore, piombo e furore)
- 1978 : C'est mon gigolo
- 1983 : à couteau tiré (Copkiller)
- 1984 : La Mafia (La piovra) (épisodes de feuilleton TV : Épisodes de La Mafia)
- 1985 : Quo vadis ? (Quo vadis?) (Mini série télévisée)
- 1986 : Le Diable au corps (Diavolo in corpo)
- 1988 : La maschera de Fiorella Infascelli
- 1990 : Au bonheur des chiens (C'era un castello con 40 cani)
- 1990 : Marcelino (Marcellino pane e vino)
- 1990 : Il sole buio de Damiano Damiani
- 1991 : Vita coi figli de Dino Risi

### Comme réalisateur
- 1952 : Gli undici moschettieri (it)
- 1973 : Daniele e Maria (it)
- 1973 : Les Dix Derniers Jours d'Hitler (Hitler: The last ten days)
- 1989 : Quattro storie di donne (série télévisée), (1 épisode)

### Comme producteur
- 1963 : Les Gladiatrices

## Distinctions
- Oscar du meilleur scénario original en 1963 pour Divorce à l'italienne